# Licania prismatocarpa
Licania prismatocarpa är en tvåhjärtbladig växtart som beskrevs av Joseph Dalton Hooker och Richard Spruce. Licania prismatocarpa ingår i släktet Licania och familjen Chrysobalanaceae. Inga underarter finns listade i Catalogue of Life.